# Autostade
Autostade – nieistniejący już wielofunkcyjny stadion w Montrealu, w Kanadzie. Istniał w latach 1966–1976. Mógł pomieścić 33 172 widzów. Obiekt został wybudowany na Expo 67, później służył futbolistom klubu Montreal Alouettes.
Obiekt został wybudowany na Expo 67. Jego otwarcie miało miejsce 19 listopada 1966 roku. Budowa stadionu kosztowała 3,3 mln CAD i została sfinansowana przez pięć koncernów samochodowych: American Motors, Chrysler, Ford, General Motors i Volvo, stąd też jego nazwa – Autostade lub Automotive Stadium. Stadion posiadał nietypowy układ, trybuny usytuowane wzdłuż bieżni, niemal na całej jej długości, tworzyły pierścień składający się z 19 oddzielnych segmentów.
30 listopada 1969 roku odbył się jedyny na tym stadionie mecz o Puchar Greya, w którym Ottawa Rough Riders pokonali Saskatchewan Roughriders 29–11. Organizacja spotkania stała pod znakiem zapytania w związku z istniejącym wówczas zagrożeniem terrorystycznym ze strony Frontu Wyzwolenia Quebecu. Podczas meczu obowiązywały podwyższone środki bezpieczeństwa; ostatecznie jednak do żadnych incydentów nie doszło.
W latach 1968–1976 (z przerwą w roku 1972) na obiekcie swoje spotkania rozgrywali futboliści klubu Montreal Alouettes. Stadion był również areną koncertów. Po przeprowadzce Montreal Alouettes w 1976 roku na Stadion Olimpijski Autostade został zlikwidowany.